# Hr.Ms. Walcheren (1943)
De Hr.Ms. Walcheren (FY 1042, MV 18) ex HMS MMS 1042 was een Nederlandse mijnenveger van het type MMS 126, vernoemd naar het voormalige Zeeuwse eiland Walcheren, gebouwd door de Britse scheepswerf Messr. J.S. Doig uit Grimsby. Hetzelfde jaar dat het schip werd gebouwd werd het in dienst genomen bij de Nederlandse marine. Tijdens de Tweede Wereldoorlog voerde het schip mijnenveegoperaties uit in Britse wateren.
Na de Tweede Wereldoorlog heeft het schip kortstondig dienstgedaan in de Nederlandse kustwateren, omdat het schip samen met de andere Nederlandse mijnenvegers van het type MMS 126 op 3 oktober 1945 in konvooi naar Nederlands-Indië is vertrokken. Op 19 november 1946 ging het schip verloren nadat het op een Japanse mijn was gevaren nabij Balikpapan. Bij de explosie kwamen twee opvarenden om het leven.